# 大岗镇 (怀集县)
大岗镇，是中华人民共和国广东省肇庆市怀集县下辖的一个乡镇级行政单位。

## 行政区划
大岗镇下辖以下地区：
大岗社区、大岗村、集义村、谭英村、地厚村、梁水村、均义村、石田村、富楼村、谭珠村、秀林村、上亭村、岭岗村、大钟村、上石村、莫屋村、连会村、白鹤村、石群村、四保村和镇南村。

## 中国传统村落
2013年8月，扶溪村被评为第二批中国传统村落。